# 吉爾多·印格洛瑞安
吉爾多·印格洛瑞安（英語：Gildor Inglorion）是托爾金奇幻小說中土大陸裡的人物，於《魔戒》中登場。吉爾多是屬於芬蘿家族的諾多族精靈，第三紀元期間他與同伴在夏爾遇見了佛羅多和他的朋友。

## 生平
《魔戒現身》第三章〈三人成行〉中記述，吉爾多為「流亡者」，他們的大多數同胞皆已離開中土大陸。吉爾多與比爾博·巴金斯也曾見過面。
第三紀元3018年，剛從塔丘地區歸來的吉爾多與同伴精靈因在夏爾的樹林中歌唱，而引來了佛羅多、皮聘和山姆三個欲離開夏爾的哈比人，同時精靈們的歌聲也意外逼退了意圖接近佛羅多的戒靈。吉爾多為佛羅多等人提供了食物和住所，並建議佛羅多不必再繼續等待甘道夫，且應盡量避開黑騎士（戒靈）；他還賜予佛羅多「精靈之友」的稱號。
次日，吉爾多與其他精靈自行離去，他們將佛羅多等人遠行的消息散發出去，使後來湯姆·龐巴迪從吉爾多那裡了解到佛羅多他們的困局，亞拉岡也透過吉爾多得知佛羅多的去向。
《魔戒》小說的結尾提及了吉爾多隨著愛隆、比爾博及凱蘭崔爾等精靈前往灰港岸。

## 改編描述
吉爾多並沒有出現在彼得·傑克森的《魔戒電影三部曲》電影改編中，電影裡僅有一個場景為流亡精靈在森林中漫步，佛羅多認為他們應是要前往阿門洲。

## 相關影響
芬蘭昆蟲學家勞裡·凱拉（ Lauri Kaila）將草潛蛾屬的其中一種飛蛾以吉爾多的名字（Gildor）命名為Elachista gildorella。